# Лозовая, Ольга Олеговна
О́льга Оле́говна Лозова́я (22 июня 1972, Энгельс, Саратовская область, СССР — 1 июля 2018, Санкт-Петербург, Россия) — советская и российская актриса театра и кино, певица; заслуженная артистка Российской Федерации (2005).

## Биография
Родилась 22 июня 1972 года в городе Энгельс Саратовской области. Окончила среднюю школу. Три года училась в Академии русского балета имени А. Я. Вагановой (педагог Н.Александрова). В 1990 году была принята в труппу Волгоградского театра музыкальной комедии. В 1992 году поступила в Саратовскую государственную консерваторию имени Л. В. Собинова. В 1993 году была приглашена на работу в Томский музыкальный театр. В 1994 году из консерватории перешла в Томское музыкальное училище. В 1999 году была принята в труппу Санкт-Петербургского театра музыкальной комедии.
Скончалась 1 июля 2018 года в Санкт-Петербурге на 47-м году жизни после продолжительной онкологической болезни.

Надгробный памятник О. О. Лозовой на Смоленском православном кладбище.

Надгробие О. О. Лозовой с обратной стороны.

Церемония прощания состоялась 5 июля в Большом зале Санкт-Петербургского Театра музыкальной комедии. Отпевание прошло в Смоленской церкви на Смоленском кладбище. Похоронена на Смоленском кладбище.

## Семья
- Отец — Олег Борисович Королёв (1941—2008), народный артист Республики Карелия[5].
- Мать — Татьяна Королёва, актриса[6].
- Сын — Антон Денисович Лозовой (род. 1993), актёр.

## Творчество

### Роли в театре

#### Томский (Северский) музыкальный театр
- Долли («Фраскита» Ф. Легара)
- Адель («Летучая мышь» И. Штрауса)
- Элиза («Моя прекрасная леди» Ф. Лоу)
- Арсена («Цыганский барон» И. Штрауса)
- Золушка («Золушка» А. Спадавеккиа)
- Виолетта («Фиалка Монмартра» И. Кальмана)
- Мари («Принцесса цирка» И. Кальмана)
- Стасси («Сильва» И. Кальмана)
- Маринка («Бабий бунт» Е. Птичкина)
- Сона («Ханума»  Гию Канчели)
- Тоня («Женский монастырь» М. Самойлова)

#### Санкт-Петербургский театр музыкальной комедии
- Мабель («Мистер Икс» И. Кальмана)
- Дэзи Добль («Бал в Савойе» П.Абрахам)
- Ариша («Ошибки молодости» Г. Сорочан)
- Стасси («Сильва» И. Кальмана)
- Розмэри(«Герцогиня из Чикаго» И. Кальмана)
- Клотильда («О, милый друг!» В. Лебедева)
- Рокси Харт («Chicago» Дж. Кандера)
- Флоретта и Метелла («Синяя борода» и «Парижская жизнь» Ж. Оффенбаха)
- Изабелла («Венские встречи» И. Штрауса)
- участница программы «Кабаре на итальянской»
- Машка («Левша» В. Дмитриева)
- Слепенбух («Продавец птиц» К. Целлера)
- Мисс Лейн («Целуй меня, Кэт» К. Портера)
- Дорис («Снова и снова с тобой» С. Дэниелса)
- Ида («Летучая мышь» И. Штрауса)
- Бритта («Десять невест и ни одного жениха» Ф. Зуппе)
- Ми («Страна улыбок» Ф. Легара)
- Мариэтта («Баядера» И. Кальмана)
- Лиза («Графиня Марица» И. Кальмана)
- Ольга Хромова («Веселая вдова» Ф. Легара)
- Кларисса («Баронесса Лили» Е. Хуски)
- Белотта («Мадам Помпадур» Л. Фалля)
- Семеновна («Бабий бунт» Е. Птичкина)
- Мадам Пендрик («Женихи» И. Дунаевского)
- Анна Петровна Аблеухова («Белый. Петербург» Г. Фиртича)
- Общественное мнение («Орфей в аду» Ж. Оффенбаха)
- Инженю («Кабаре для гурманов»)
- Трындычиха («Свадьба в Малиновке» Б. Александрова)
- Пипси («Ева» Ф. Легара)

#### Роли в антрепризных театрах
- Раиса Захаровна («Любовь и голуби» В.Гуркина)

### Фильмография
| Год  | Название                     | Роль                            |
| ---- | ---------------------------- | ------------------------------- |
| 2006 | Женская логика — 5           | администратор модельного салона |
| 2008 | Дилер                        | Элла, галеристка                |
| 2009 | Жить сначала [История зечки] | Ольга, бригадир                 |

## Награды
- 2004 — I премия на Международном конкурсе артистов оперетты имени Михаила Водяного[1]
- 2005 — звание «Заслуженный артист Российской Федерации»[7]
- 2008 — лауреат премии Правительства Санкт-Петербурга за исполнение ведущей партии в оперетте Хуски «Баронесса Лили»
- 2009 — медаль ордена «За заслуги перед Отечеством» II степени[1]
- 2018 — Благодарность Законодательного Собрания Санкт-Петербурга[8]